# Kurt Bendlin
Kurt Bendlin (ur. 22 maja 1943 w Stalmierzu, wówczas Maßort, zm. 29 sierpnia 2024 w Paderbornie) – niemiecki lekkoatleta wieloboista, medalista olimpijski z Meksyku z 1968. Reprezentował Republikę Federalną Niemiec.
13 i 14 maja 1967 w Heidelbergu ustanowił rekord świata w dziesięcioboju wynikiem 8319 punktów. Wynik ten był rekordem świata do 1969, rekordem Europy do 1972 i rekordem RFN do 1976. Złożyły się na niego następujące rezultaty:
- bieg na 100 metrów – 10,6 s
- skok w dal – 7,55 m
- pchnięcie kulą – 14,50 m
- skok wzwyż – 1,84 m
- bieg na 400 metrów – 47,9 s
- bieg na 110 metrów przez płotki – 14,8 s
- rzut dyskiem – 46,31 m
- skok o tyczce – 4,10 m
- rzut oszczepem – 74,85 s
- bieg na 1500 metrów – 4:19,4 min

Został wybrany najlepszym sportowcem RFN w 1967. Otrzymał z tym roku odznaczenieSrebrnego Liścia Laurowego.
Na igrzyskach olimpijskich w 1968 w Meksyku został brązowym medalistą w dziesięcioboju za Amerykaninem Billem Toomeyem i swym rodakiem Hansem-Joachimem Waldem. Startował na mistrzostwach Europy w 1971 w Helsinkach, ale nie ukończył konkurencji.
Bendlin był mistrzem Niemiec w dziesięcioboju w 1965, 1967, 1971 i 1974, a także w pięcioboju w 1966 i 1971.